# Heliamphora chimantensis

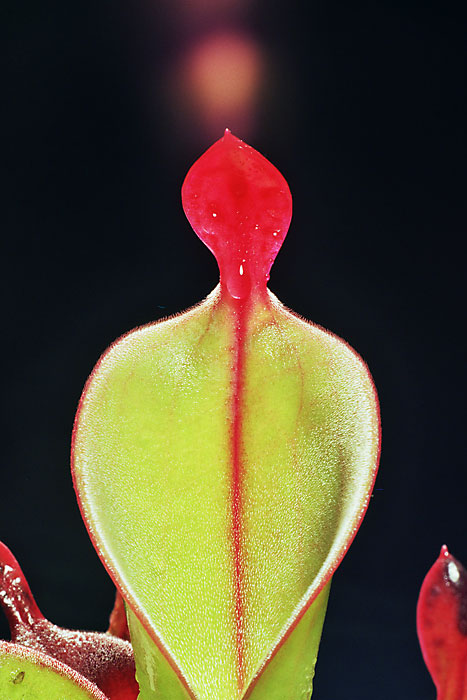
Falle

Heliamphora chimantensis ist eine fleischfressende Pflanze aus der Gattung der Sumpfkrüge.

## Merkmale
Heliamphora chimantensis ist eine krautige Pflanze. Die Schläuche sind 20 bis 35 cm lang, im oberen Teil 3,5 bis 5 cm breit und grün gefärbt. Der obere Teil der Schläuche ist auf der Innenseite komplett unbehaart. Der tiefrote Deckel ist 1 bis 2 cm breit, 2 bis 2,5 cm lang, löffelförmig und spitz zulaufend. Auf der Innenseite des Deckels befinden sich unregelmäßig geformte kleinen Drüsen mit etwa 5 mm Durchmesser. Diese Drüsen produzieren sehr viel Nektar und verbreiten einen honigartigen Duft. An der Vorderseite des Blattes befindet sich ein langer v-förmiger Einschnitt, der als Überlauf für das Regenwasser dient. Die meisten anderen Heliamphora-Arten haben dafür eine lochförmige Öffnung.
Der Blütenstand hat bis zu 5 Blüten und wird bis zu 70 cm groß. Der flache Samen ist etwa 2 mm lang, eiförmig und unregelmäßig geflügelt. Bei der Ausbreitung durch das sich verzweigende Rhizom bilden die Pflanzen dichte, oft große Kolonien, die mehrere Meter Durchmesser erreichen können. Es wird angenommen, dass durch das enge Zusammenstehen der Einzelpflanzen wie bei den alpinen Polsterpflanzen ein eigenes Mikroklima erzeugt wird.

## Vorkommen und Lebensraum
Heliamphora chimantensis kommt auf dem Chimantá-Tepui im Süden Venezuelas im Grenzgebiet zu Guyana vor. Das Chimantá-Massiv besteht aus elf Tafelbergen, die wegen ihrer steilen Flanken schwer zu erreichen sind. Die inselartige Isolation der Berge hat zu einer endemischen Flora geführt, die erst in den vergangenen Jahrzehnten eingehend erforscht werden konnte. Diese Vegetation ist ombrotrophisch, d. h. von den starken Regenfällen abhängig, die zur Verkarstung und Moorbildung auf den Hochebenen beitragen. Die Torfmoore und Feuchtgebiete sind der Lebensraum von Heliamphora chimantensis und zahlreicher anderer fleischfressender Pflanzen wie Heliamphora minor und Drosera kaieteurensis.
Heliamphora chimantensis wächst in den feuchten Flusstälern des Chimantá-Massivs bis in 2000 Meter Höhe. Die Vegetation ist hier savannennartig niedrig und besteht aus Gräsern wie Xyris und Stegolepis sowie Bromelien. Das Nährstoffangebot der Böden in dieser Umgebung ist gering. Heliamphora chimantensis bevorzugt sonnige Standorte und bildet eine Pflanzengemeinschaft mit Stegolepis ligulata (Rapateaceae), Adenanthe bicarpellata (Ochnaceae) und verschiedenen Brocchinia-Arten (Bromeliaceae).

## Hybridisierung
Auf Chimantá kommt es zu einer Hybridisierung zwischen Heliamphora chimantensis und Heliamphora pulchella. Heliamphora pulchella wurde erst 2005 als eigene Art beschrieben, davor war die Population auf Chimantá zu Heliamphora minor gezählt worden. 
Die Hybriden unterscheiden sich von Heliamphora chimantensis durch kürzere Schläuche, rote Äderchen und grobe Borsten im Innern der Schläuche. Einige der Hybride zeigen tiefrote Schläuche, ähnlich der Form von Heliamphora pulchella, die auf Chimantá vorkommt. Auch der Helm zeigt deutliche Einflüsse von H. pulchella.

## Systematik
Trotz der Möglichkeit zur Hybridbildung zwischen Heliamphora chimantensis und Heliamphora minor ist Heliamphora chimantensis näher mit den weiter südlich vorkommenden Arten Heliamphora tatei und Heliamphora neblinae verwandt als mit jenen der Gran Sabana, in der Chimantá liegt. Alle aus dieser Region bekannten Arten haben 10 bis 15 Staubgefäße, mit Ausnahme von H. chimantensis. Sie besitzt rund 20 Staubgefäße wie H. tatei und deren nahe Verwandte H. neblinae, die früher für eine Varietät von H. tatei gehalten wurde. H. chimantensis kann von den beiden weiter im Süden verbreiteten Arten durch die Länge der Staubgefäße abgegrenzt werden. Sie beträgt bei H. chimantensis nur 5 Millimeter, bei den beiden anderen Arten 7 bis 9 Millimeter.

## Belege